# Doaphius comptus
Doaphius comptus är en skalbaggsart som beskrevs av Schmidt 1911. Doaphius comptus ingår i släktet Doaphius och familjen Aphodiidae. Inga underarter finns listade i Catalogue of Life.